# Gungelshausen
Gungelshausen ist ein Ortsteil der Gemeinde Willingshausen im nordhessischen Schwalm-Eder-Kreis. Der kleine Ort liegt im Süden der Schwalm und besteht aus fünf Gehöften.

## Geschichte
Die älteste bekannte schriftliche Erwähnung von Gungelshausen erfolgte unter dem Namen Gundelachshusen in einer Urkunde vom 2. April 1258. In erhaltenen Urkunden späterer Zeit wurde Gungelshausen unter den folgenden Namen erwähnt (in Klammern das Jahr der Erwähnung):
Gundeloshusen, (Gund)elogishusen (1294), Gundilshusen (1343), Gundelshusen, Gummelshusen (1555) und Gungelshausen (1585).
Die örtliche Mühle mahlte Getreide von 1585 bis 1983. 
Zum 31. Dezember 1971 wurde im Zuge der Gebietsreform in Hessen die bis dahin selbständige Gemeinde Gungelshausen auf freiwilliger Basis nach Zella eingemeindet und gleichzeitig fusionierten Zella, Willingshausen und Merzhausen zur neuen Gemeinde Antrefftal.
Antrefftal wurde am 1. Januar 1974 mit fünf weiteren Orten zu einer größeren Gemeinde vereinigt wurde. Die neue Gemeinde gab sich den Namen Willingshausen, die Gemeindeverwaltung wurde jedoch im Ortsteil Wasenberg angesiedelt. Für alle ehemals eigenständigen Gemeinden  wurde je ein Ortsbezirk mit Ortsbeirat und Ortsvorsteher nach der Hessischen Gemeindeordnung gebildet.

## Bevölkerung
Einwohnerstruktur 2011
Nach den Erhebungen des Zensus 2011 lebten am Stichtag, dem 9. Mai 2011, in Gungelshausen 33 Einwohner. Darunter waren 3 (9,1 %) Ausländer.
Nach dem Lebensalter waren 6 Einwohner unter 18 Jahren, 12 zwischen 18 und 49, 6 zwischen 50 und 64 und 9 Einwohner waren älter. Die Einwohner lebten in 9 Haushalten. Davon waren 3 Singlehaushalte, 3 Paare ohne Kinder und 6 Paare mit Kindern, sowie keine Alleinerziehende und keine Wohngemeinschaften. In 3 Haushalten lebten ausschließlich Senioren und in 6 Haushaltungen lebten keine Senioren.
Einwohnerentwicklung
| Quelle: Historisches Ortslexikon |                            |
| • 1585:                          | 8 Hausgesesse              |
| • 1639:                          | 2 Hausgesesse              |
| • 1681:                          | 4 Hausgesesse              |
| • 1746:                          | 8 Wohnhäuser, 44 Einwohner |

| Gungelshausen: Einwohnerzahlen von 1834 bis 2015 | Gungelshausen: Einwohnerzahlen von 1834 bis 2015 | Gungelshausen: Einwohnerzahlen von 1834 bis 2015 | Gungelshausen: Einwohnerzahlen von 1834 bis 2015 | Gungelshausen: Einwohnerzahlen von 1834 bis 2015 |
| --- | ------------------------------------------------ | ------------------------------------------------ | ------------------------------------------------ | ------------------------------------------------ |
| Jahr |                                                  |                                                  |                                                  | Einwohner                                        |
| 1834 | 1834                                             |                                                  | 77                                               | 77                                               |
| 1840 | 1840                                             |                                                  | 76                                               | 76                                               |
| 1846 | 1846                                             |                                                  | 80                                               | 80                                               |
| 1852 | 1852                                             |                                                  | 67                                               | 67                                               |
| 1858 | 1858                                             |                                                  | 71                                               | 71                                               |
| 1864 | 1864                                             |                                                  | 74                                               | 74                                               |
| 1871 | 1871                                             |                                                  | 69                                               | 69                                               |
| 1875 | 1875                                             |                                                  | 62                                               | 62                                               |
| 1885 | 1885                                             |                                                  | 69                                               | 69                                               |
| 1895 | 1895                                             |                                                  | 71                                               | 71                                               |
| 1905 | 1905                                             |                                                  | 62                                               | 62                                               |
| 1910 | 1910                                             |                                                  | 60                                               | 60                                               |
| 1925 | 1925                                             |                                                  | 71                                               | 71                                               |
| 1939 | 1939                                             |                                                  | 54                                               | 54                                               |
| 1946 | 1946                                             |                                                  | 92                                               | 92                                               |
| 1950 | 1950                                             |                                                  | 86                                               | 86                                               |
| 1956 | 1956                                             |                                                  | 65                                               | 65                                               |
| 1961 | 1961                                             |                                                  | 52                                               | 52                                               |
| 1967 | 1967                                             |                                                  | 46                                               | 46                                               |
| 1980 | 1980                                             |                                                  | ?                                                | ?                                                |
| 1990 | 1990                                             |                                                  | ?                                                | ?                                                |
| 2000 | 2000                                             |                                                  | ?                                                | ?                                                |
| 2011 | 2011                                             |                                                  | 33                                               | 33                                               |
| 2015 | 2015                                             |                                                  | 38                                               | 38                                               |
| Datenquelle: Historisches Gemeindeverzeichnis für Hessen: Die Bevölkerung der Gemeinden 1834 bis 1967. Wiesbaden: Hessisches Statistisches Landesamt, 1968. Weitere Quellen: Gemeinde Willingshausen; Zensus 2011 |                                                  |                                                  |                                                  |                                                  |

Historische Religionszugehörigkeit
| Quelle: Historisches Ortslexikon |                                                                 |
| • 1861:                          | 87 evangelisch-reformierte Einwohner                            |
| • 1885:                          | 69 evangelische (= 100 %) Einwohner                             |
| • 1961:                          | 49 evangelische (= 94,23 %), 3 katholische (= 5,77 %) Einwohner |

Historische Erwerbstätigkeit
| • 1746: | ein Schmied, ein Wagner, ein Müller                                                                             |
| • 1838  | Familien: 5 Ackerbau, 3 Gewerbe, 2 Tagelöhner                                                                   |
| • 1961  | Erwerbspersonen: 25 Land- und Forstwirtschaft, eine produzierendes Gewerbe, eine Dienstleistungen und Sonstiges |

## Politik
Für Gungelshausen besteht ein Ortsbezirk (Gebiete der ehemaligen Gemeinde Zella) mit Ortsbeirat und Ortsvorsteher nach der Hessischen Gemeindeordnung.
Der Ortsbeirat besteht aus drei Mitgliedern. Bei den Kommunalwahlen in Hessen 2021 gehörten alle Kandidaten der „Gemeinschaftsliste Gungelshausen“ an. Der Ortsbeirat wählte Carsten Perlet zum Ortsvorsteher.

## Kulturdenkmäler
Siehe dazu die Liste der Kulturdenkmäler in Gungelshausen.